# Гаттенбергер Костянтин Костянтинович
Гаттенбергер Костянтин Костянтинович (нар. 1844 — пом. 8 травня 1893) — український вчений-правознавець, професор кафедри поліцейського права Харківського університету (зараз Харківський національний університет імені В. Н. Каразіна), доктор політичної економії.

## Біографія
Народився у 1844 році.
Після закінчення юридичного факультету Харківського університету (зараз Харківський національний університет імені В. Н. Каразіна) працював канцелярським службовцем у Харківській казенній палаті й продовжував вивчати економічні дисципліни в університеті як професорський стипендіат. З 1868 року у званні приват-доцента розпочав читання лекцій з поліцейського права, економічну частину якого називав «економічною політикою».
У 1870 році захистив магістерську дисертацію «Про вплив російського законодавства на продуктивність торгового банківського кредиту» на ступінь магістра. У 1872 році захистив докторську дисертацію на здобуття наукового ступеня доктора політичної економії «Законодавство і біржова спекуляція» і був затверджений професором кафедри поліцейського права Харківського університету.
Помер Костянтин Костянтинович Гаттенбергер 8 травня 1893  року.

## Наукова діяльність
Головні праці присвячені трьом науковим напрямам:
- кредити і банки
- методологія економічних наук
- кооперації і товариства робітників.

Дав ретельний аналіз діяльності міських громадських банків, а також недоліків чинного законодавства, що нормує банківські операції, у роботі «Вплив російського законодавства на продуктивність торгового банківського кредиту» (1890). У праці «Законодавство і біржова спекуляція» (1872) зазначав, що не може йтися про ставлення уряду до біржової спекуляції без пояснень самого її явища. Детальною ілюстрацією з’ясованих ним положень про характер і природу біржових спекуляцій є праця «Вепська криза 1873 р.» (1877).
Останні роки життя займався вивченням кооперативних установ і робочого законодавства.